# 1998
1998. је била проста година.

## Догађаји

### Јануар
- 7. јануар — Ослободилачка војска Косова (ОВК), која се прогласила одговорном за серију напада на полицијске станице на Косову и Метохији, преузела је одговорност и за терористичке акције у Македонији, иако је македонско Министарство унутрашњих послова демантовало повезаност ОВК с бомбашким нападима у Македонији.
- 31. јануар — Скупштина Републике Српске на заседању у Бањалуци одлучила је да се седиште Владе Републике Српске са Пала премести у Бањалуку.

### Фебруар
- 28. фебруар — У селу Ликошане код Глоговца, на Косову и Метохији, дошло је до већег сукоба између Полиције Републике Србије и терориста ОВК. У сукобу су погинула 4 српска полицајца и 16 терориста ОВК.

### Март
- 2. март — Филм Титаник постао је први филм у свету који је остварио приход од милијарду долара.
- 5. март — У нападу српске полиције на кућу Адема Јашарија у селу Доње Преказе погинуло је око 60 особа.
- 24. март — После парламентарних избора у Србији, СПС, ЈУЛ и СРС формирали нову Владу Републике Србије. За премијера изабран Мирко Марјановић, функционер социјалиста. Војислав Шешељ, лидер СРС, изабран за потпредседника Владе.

### Април
- 23. април — У Србији организован референдум на којем се 95% грађана изјаснило против страног мешања у решавању косовске кризе.

### Мај
- 21. мај — Под снажним притиском масовних демонстрација индонежански председник Сухарто поднео оставку после 32 године диктаторске владавине.
- 28. мај — Друга влада Мирка Марјановића је донела Закон о универзитету по којем је више стотина научних радника отпуштено са српских универзитета.

### Јун
- 3. јун — Брзи воз Интерсити експреса је излетео са шина између Хановера и Хамбурга, усмртивши 101 особу.
  - Завршена је деблокада Дечана од стране Војске Југославије и Полиције Републике Србије. Дечане је пуна 2 месеца било блокирано од стране ОВК терориста.
- 22. јун — ОВК заузела рудник угља Белаћевац код Обилића и заробила рударе српске националности. Полиција Републике Србије је 30. јуна ослободила рудник. ОВК терористи су приликом повлачења са собом одвели 8 заробљених рудара и још једног цивила, који није био радник рудника. Њихова судбина до данас није расветљена.

### Јул
- 17. јул — На конференцији УН у Риму, представници 120 земаља усвојили су статут којим је успостављан први стални Међународни кривични суд за ратне злочине.
  - ОВК је извршила напад на Ораховац и привремено га окупирала. Након 2 дана, град је ослобођен од стране Војске Југославије и Полиције Републике Србије. Приликом повлачења ОВК је са собом као таоце повела 80 српских цивила. Након посредовања међународног Црвеног крста, жене и деца су ослобођени. Око 45 цивила се по повратку жена и деце водило као нестало. Пронађени су посмртни остаци 40 жртава, од тога 28 у стратишту Волујак и још 12 у масовној гробници у Малишеву. Чак 14 жртава је припадало српској породици Костић.

### Август
- 7. август — У експлозији два аутомобила-бомбе у америчким амбасадама у Кенији и Танзанији погинуло је најмање 215 људи у Најробију и 11 у Дар ес Саламу, а рањено је више од 5.000 људи.

### Септембар
- 4. септембар — Међународни трибунал за Руанду осудио је бившег премијера Руанде Жана Камбанду на доживотни затвор због његове улоге у геноциду током рата 1994.
- 4. септембар — Лари Пејџ и Сергеј Брин су у Менло Парку основали Гугл да промовишу свој алгоритам за претрагу интернета који су развили као студенти на Станфорду.
- 15. септембар — Општи избори у Босни и Херцеговини 1998.

### Октобар
- 5. октобар — Савезна скупштина СР Југославије прогласила је стање непосредне ратне опасности због претњи НАТО пакта војном интервенцијом у СРЈ.
- 13. октобар — Споразум Холбрук-Милошевић постигнут је након вишедневних разговора председника СРЈ Слободана Милошевића са америчким изаслаником Ричардом Холбруком.
- 16. октобар — Под притиском међународне заједнице, јединице Војске Југославије на Косову почеле повлачење у матичне гарнизоне, али су сукоби мањег интензитета српских снага безбедности и косовских Албанаца настављени.
- 23. октобар—4. новембар — Одржан шаховски турнир у Тилбургу, Холандија. Победио је Вишванатан Ананд.

### Новембар
- 2. новембар — Ураган Мич, који је харао кроз централну Америку седам дана, изазвао је огромна разарања, посебно у Хондурасу и Никарагви, а најмање 9.000 људи је погинуло.

### Децембар
- 14. децембар — У оружаном нападу маскираних особа на кафић у центру Пећи на Косову убијено шест младића српске националности.
- 19. децембар — Представнички дом САД је покренуо процедуру опозива председника Била Клинтона након афере Левински.

## Рођења

### Јануар
- 5. јануар — Ајзак Хамфриз, аустралијски кошаркаш[1]
- 6. јануар — Аксел Бакајоко, француски фудбалер[2]
- 14. јануар — Филип Станић, немачки кошаркаш[3]
- 23. јануар — XXXTentacion, амерички хип-хоп музичар (прем. 2018)
- 24. јануар — Александар Аранитовић, српски кошаркаш[4]

### Фебруар
- 1. фебруар — Зе Маркос, бразилски фудбалер[5]
- 1. фебруар — Алекса Раданов, српски кошаркаш[6]
- 3. фебруар — Марко Илић, српски фудбалски голман[7]
- 5. фебруар — Родионс Курукс, летонски кошаркаш[8]
- 14. фебруар — Амар Гегић, босанскохерцеговачки кошаркаш[9]

### Март
- 3. март — Џејсон Тејтум, амерички кошаркаш[10]
- 5. март — Вељко Бирманчевић, српски фудбалер[11]
- 13. март — Џек Харлоу, амерички хип-хоп музичар
- 17. март — Катарина Богићевић, црногорска певачица и глумица
- 17. март — Урош Рачић, српски фудбалер[12]
- 19. март — Милица Спасојевић, српска глумица[13]
- 20. март — Бориша Симанић, српски кошаркаш[14]
- 22. март — Паола Андино, америчка глумица
- 22. март — Вања Вучићевић, српски фудбалер[15]

### Април
- 6. април — Пејтон Лист, америчка глумица и модел[16]
- 7. април — Доминик Динга, српски фудбалер[17]
- 8. април — Исидора Јанковић, српска глумица
- 9. април — Ел Фанинг, америчка глумица[18]
- 21. април — Милош Глишић, српски кошаркаш[19]
- 23. април — Вук Тодоровић, српски одбојкаш[20]
- 29. април — Тими Макс Елшник, словеначки фудбалер[21]

### Мај
- 4. мај — Тијана Богдановић, српска теквондисткиња[22]
- 5. мај — Арина Сабаленка, белоруска тенисерка[23]
- 7. мај — Дани Олмо, шпански фудбалер[24]
- 25. мај — Анастасија Ражнатовић, српска певачица

### Јун
- 18. јун — Костја Мушиди, немачки кошаркаш[25]
- 24. јун — Кој Стјуарт, амерички глумац[26]
- 29. јун — Мајкл Портер Млађи, амерички кошаркаш[27]

### Јул
- 8. јул — Џејден Смит, амерички хип-хоп музичар и глумац[28]
- 8. јул — Маја Хок, америчка глумица, музичарка и модел[29]
- 10. јул — Ангус Клауд, амерички глумац (прем. 2023)
- 18. јул — Адам Мокока, француски кошаркаш[30]
- 22. јул — Федерико Валверде, уругвајски фудбалер[31]
- 22. јул — Медисон Петис, америчка глумица[32]
- 23. јул — Диандре Ејтон, бахамски кошаркаш[33]
- 28. јул — Франк Ниликина, француски кошаркаш
- 30. јул — Душан Милетић, српски кошаркаш[34]

### Август
- 5. август — Мими Кин, енглеска глумица[35]
- 8. август — Шон Мендес, канадски музичар
- 12. август — Стефанос Циципас, грчки тенисер[36]
- 25. август — Чајна Ен Маклејн, америчка глумица и певачица[37]

### Септембар
- 1. септембар — Џош Окоги, нигеријско-амерички кошаркаш[38]
- 1. септембар — Огњен Чарапић, црногорски кошаркаш[39]
- 17. септембар — Лука Аџић, српски фудбалер[40]
- 21. септембар — Тадеј Погачар, словеначки бициклиста[41]

### Октобар
- 7. октобар — Трент Александер Арнолд, енглески фудбалер[42]
- 23. октобар — Амандла Стенберг, америчка глумица и певачица[43]
- 29. октобар — Ленс Строл, канадски аутомобилиста, возач Формуле 1[44]

### Новембар
- 4. новембар — Ашраф Хакими, марокански фудбалер[45]
- 14. новембар — Софија Кенин, америчка тенисерка[46]
- 28. новембар — Пејтон Мејер, амерички глумац

### Децембар
- 2. децембар — Juice Wrld, амерички музичар (прем. 2019)[47]
- 4. децембар — Стефан Ђорђевић, српски кошаркаш[48]
- 5. децембар — Сол Јонгву, јужнокорејски фудбалер[49]
- 8. децембар — Танер Бјукенан, амерички глумац[50]
- 13. децембар — Осман Букари, гански фудбалер[51]
- 17. децембар — Мартин Едегор, норвешки фудбалер[52]
- 18. децембар — Паола Егону, италијанска одбојкашица[53]
- 20. децембар — Килијан Мбапе, француски фудбалер[54]
- 22. децембар — Каспер Руд, норвешки тенисер[55]

## Смрти

### Јануар
- 7. јануар — Ричард Хаминг, амерички математичар и информатичар (*1915)[56]
- 7. јануар — Владимир Прелог, швајцарско-хрватски хемичар и нобеловац[57]

### Фебруар
- 6. фебруар — Фалко, аустријска рок звезда (*1957)[58]

### Март
- 8. март — Мустафа Хајрулаховић Талијан, официр ЈНА и бошњачки генерал (*1957)
- 15. март — Мато Дујмов, буњевачки културни прегалник и писац једночинки (*1937)

### Април
- 4. април — Предраг Прежа Милинковић, глумац и најпознатији статиста у српским филмовима (*1933)[59]

### Мај
- 14. мај — Френк Синатра, амерички певач и глумац (*1915)[60]

### Јун
- 14. јул — Ричард Макдоналд, оснивач највећег ланца ресторана у свету, „Мекдоналдс”

### Септембар
- 21. септембар — Драгутин Гостушки, српски композитор. (*1923)

### Октобар
- 13. октобар —  Бојан Печар, српски музичар, најпознатији као басиста групе Екатарина Велика (*1960)

### Новембар
- 29. новембар — Живојин Павловић, српски редитељ (*1933)[61]

### Децембар
- 30. децембар — Жуан Броса, каталонски песник. (*1919)

## Нобелове награде
- Физика — Роберт Б. Лафлин, Хорст Лудвиг Штермер и Данијел Ћи Цуеј
- Хемија — Волтер Кон и Џон А. Попл
- Медицина — Роберт Ф. Ферчгот, Луис Игнаро и Ферид Мурад
- Књижевност — Жозе Сарамаго (Португалија)
- Мир — Џон Хјум (УК) и Дејвид Тримбл (УК)
- Економија — Амартја Сен (Индија)